# Robert Dalby
Pour les articles homonymes, voir Dalby.
Robert Dalby (Drury) né à une date inconnue à Hemingbrough dans le West Riding et mort martyr dans la banlieue de York sous le règne d'Élisabeth Ire le 16 mars 1589 est un prêtre catholique anglais.

## Biographie
Robert Dalby, originaire de Hemingbrough dans le West Riding of Yorkshire (aujourd'hui North Yorkshire), fut d'abord prêtre anglican avant de se convertir dans des circonstances restées inconnues. Devenu catholique, il souhaite devenir prêtre. Il part secrètement pour le continent et s'inscrit au Collège anglais de Reims le 30 septembre 1586. Il est ordonné prêtre à Châlons le 16 avril 1588. C'est le 25 août de cette année-là qu'il repart pour l'Angleterre. Il est arrêté presque immédiatement après son débarquement à Scarborough et emprisonné au château d'York. Étant donné la loi de 1585 qui faisait de tout anglais ordonné prêtre catholique sur le continent des traîtres il est condamné à mort. Il est exécuté dans un lieu situé à l'extérieur de la ville d'York le 16 mars 1589 pendu, traîné sur une claie jusqu'à la potence et mis en quart,. Il est accompagné dans la mort par un autre prêtre, John Amias dont il est obligé de regarder le supplice avant d'être lui-même supplicié.

## Vénération
Reconnu comme un martyr catholique, Robert Dalby fut béatifié en 15 décembre 1929 par le pape Pie XI. Vénéré par l'Église catholique il est fêté le 16 mars et est compté dans la liste des Cent sept martyrs d'Angleterre et du pays de Galles.

## Voir également
- Haute trahison
- Martyrs de Douai
- Martyrologe romain
- Martyrs d'Angleterre et du pays de Galles
- Quatre-vingt-cinq martyrs d'Angleterre et de Galles
- Quarante martyrs d'Angleterre et de Galles
- Cinquante-quatre martyrs anglais
- Martyrs d'Oaten Hill
- Martyrs de Dryburne
- Martyrs de Londres de 1591
- Les Martyrs de la Chartreuse de Londres